# تريميليموماب
تريميليموماب(Tremelimumab )، الذي يباع تحت الإسم التجاري إيمجودو (Imjudo)، هو دواء يستخدم لعلاج سرطان الخلايا الكبدية الذي لا يمكن إزالته بالجراحة وحدها و أنواع معينة من سرطان الرئة ذو الخلايا غير الصغيرة (NSCLC) الذي انتشر إلى أجزاء أخرى من الجسم.  يوصف عمومًا مع دورفالوماب.  و يعطى عن طريق الحقن التدريجي في الوريد. 
تشمل الآثار الجانبية الشائعة لهذا العقار على: الطفح الجلدي و الإسهال و التعب و الحكة و آلام العضلات.  إضافة إلى ذلك، قد تشمل الآثار الجانبية الأخرى مشاكل في الجهاز المناعي مثل التهاب الرئة و التهاب القولون و التهاب الكبد وردود الفعل الناتجة عن التسريب.  أما استخدامه أثناء الحمل فقد يؤدي إلى الإضرار بالطفل.  إنه جسم مضاد وحيد النسيلة و مثبط نقطة تفتيش مناعية تمنع المستضد 4 المرتبط بالخلايا الليمفاوية التائية السامة (CTLA-4).  
تمت الموافقة عليه للاستخدام الطبي في الولايات المتحدة في عام 2022.  و في نفس العام تقدمت الشركة المصنعة بطلب للحصول على الموافقة لاستخدامها في أوروبا أيضا.  في الولايات المتحدة 75 ملغ تكلف حوالي 10300 دولار أمريكي اعتبارًا من عام 2022. 